# Estola brunneovariegata
Estola brunneovariegata là một loài bọ cánh cứng trong họ Cerambycidae.